# Kellie Pickler (album)
Kellie Pickler è il secondo album della cantante country statunitense omonima. Ha venduto più di 440 000 copie fino ad ora negli Stati Uniti. Da esso sono stati lanciati tre singoli, che sono riusciti tutti ad entrare nella classifica delle canzoni country americane e in quella ufficiale dei singoli. L'album è entrato alla nona posizione nella classifica americana vendendo 43 000 copie ed è rimasto nella top 100 per 20 settimane. Nell'edizione deluxe dell'album, oltre che a tre inediti, è presente un DVD contenente il video musicale ufficiale del primo singolo estratto dall'album Don't You Know You're Beautiful e un documentario su Kellie Pickler intitolato A Day on the Road.

## Tracklist
1. Don't You Know You're Beautiful (Chris Lindsey, Aimee Mayo, Karyn Rochelle) – 3:16
2. I'm Your Woman (Josh Kear, Rochelle, Troy Verges) – 2:56
3. Rocks Instead of Rice (Kellie Pickler, Kear, Chris Tompkins) – 3:19
4. Didn't You Know How Much I Loved You (C. Lindsey, Mayo, Verges) – 4:45
5. Lucky Girl (Catherine Britt, Brett Beavers, Tony Martin) – 2:30
6. One Last Time (Pickler, Kyle Jacobs, C. Lindsey, Mayo) – 3:26
7. Best Days of Your Life (Pickler, Taylor Swift) – 3:47
8. Somebody to Love Me (Pickler, C. Lindsey, Mayo) – 4:19
9. Makin' Me Fall in Love Again (Rochelle, James T. Slater, Shane Stevens) – 3:26
10. Going Out in Style (Pickler, Jacobs, Mayo, C. Lindsey) – 3:37
11. Anything But Me (Pickler, C. Lindsey, Rochelle) – 3:40 [bonus track dell'edizione deluxe]
12. Don't Close Your Eyes (Bob McDill) – 4:00 [bonus track dell'edizione deluxe]
13. Happy (Pickler, Kyle Jacobs, Josh Kear, C. Lindsey, Mayo, H. Lindsey, Troy Verges, Rochelle, Chris Tompkins) – 3:40 [bonus track dell'edizione deluxe]

## Classifiche
| Classifica (2008)                 | Posizione massima |
| --------------------------------- | ----------------- |
| U.S. Billboard 200                | 9                 |
| U.S. Billboard Top Country Albums | 1                 |